# عبد الله بن الحارث بن نوفل
عبد الله بن الحارث بن نوفل المُلقب بـ بَبَّة (9 هـ - 84 هـ) تابعي ومحدث بصري، وأحد رواة الحديث النبوي. اختاره أهل البصرة أميرًا عليهم بعد موت يزيد بن معاوية، وأقره عليهم عبد الله بن الزبير لما تولى الخلافة، ثم عزله وبدّله بالحارث بن عبد الله بن أبي ربيعة. ثار ببة مع عبد الرحمن بن الأشعث على الحجاج بن يوسف الثقفي، ولما فشلت حركتهم، فرّ إلى عُمان ومات بها.

## سيرته
ولد عبد الله بن الحارث بن نوفل بن الحارث بن عبد المطلب بن هاشم في حياة النبي محمد، سنة 9 هـ في حياة النبي محمد، فأتت به أمه هند بنت أبي سفيان بن حرب إلى أختها أم حبيبة، فحنّكه النبي محمد ودعا له، وكان لقبته أمه بـ بَبَّة فعُرف بذلك، فكانت تلاعبه وهو صغير وهي تُنشد:
شارك عبد الله بن الحارث في الفتح الإسلامي للشام، وشهد خطبة عمر بن الخطاب في الجابية، ولما انتقل أبوه إلى البصرة، انتقل عبد الله معه وابتنى بها دارًا. وفي زمن علي بن أبي طالب سنة 40هـ تذكر بعض الروايات أن عبد الله بن عباس قام باستخلاف عبد الله بن الحارث بن نوفل على البصرة ومضى إلى الحجاز، وتذكر الأخرى أنه استمر عليها حتى الصلح.
وعندما مات يزيد بن معاوية واضطربت أمور الخلافة، هرب واليه على البصرة عبيد الله بن زياد، فاتفق أهل البصرة على تولية عبد الله بن الحارث أميرًا عليهم، لأن أباه من بني هاشم، وأمه من بني أمية، فقالوا: «من ولي الأمر رضي به». وحين استقر أمر العراق لعبد الله بن الزبير، أقر عبد الله بن الحارث أميرًا على البصرة، ثم استبدله بالحارث بن عبد الله بن أبي ربيعة المخزومي. ولما استقرت الخلافة مرة أخرى لبني أمية، وتولى الحجاج بن يوسف الثقفي العراق، ثار عبد الرحمن بن الأشعث عليه، وانضم إليه العديد من علماء أهل العراق، ومنهم عبد الله بن الحارث. إلا أن حركة ابن الأشعث فشلت، ففرّ عبد الله إلى عُمان خوفًا من الحجاج.
ومات عبد الله بن الحارث في عُمان سنة 84 هـ، وقيل 83 هـ. وقد أنجب عبد الله بن الحارث من الولد، عبد الله ومحمد وأمهما خالدة بنت معتب بن أبي لهب بن عبد المطلب، وإسحاق وعبيد الله والفضل وأم الحكم وأم أبيها وزينب وأم سعيد وأم جعفر وأمهم أم عبد الله بنت العباس بن ربيعة بن الحارث بن عبد المطلب، وعبد الرحمن وأمه ابنة محمد بن صيفي بن أبي رفاعة بن عابد المخزومية، وعون وضريبة وخالدة وأم عمرو وهند أمهاتهم أمهات أولاد.

## روايته للحديث النبوي
- روى عن: عمر بن الخطاب وعثمان بن عفان وعلي بن أبي طالب وعم جده العباس بن عبد المطلب وعبد الله بن عباس وصفوان بن أمية وأم هانئ بنت أبي طالب[3] وأبيه الحارث بن نوفل وعبد الله بن مسعود[8] وأبي بن كعب وحذيفة بن اليمان[5] وكعب الأحبار وحكيم بن حزام[2] وأسامة بن زيد وعبد الله بن خباب بن الأرت وعبد الله بن الزبير وعبد الله بن عمرو بن العاص وعبد المطلب بن ربيعة بن الحارث والمطلب بن ربيعة والمغيرة بن شعبة وعائشة بنت أبي بكر وميمونة بنت الحارث وأم سلمة وأم الفضل بنت الحارث.[9]
- روى عنه: بنوه عبد الله وعبيد الله وإسحاق وعبد الملك بن عمير[3] وأبو إسحاق السبيعي[8] وأبو التياح البصري ومولاه يزيد بن أبي زياد وعمر بن عبد العزيز[2] والأزرق بن قيس وحنظلة السدوسي وراشد أبو محمد الحماني وسليمان بن يسار وصالح أبو الخليل وعبد الأعلى بن عبد الله بن عامر بن كريز الخزاعي وعبد الحميد بن عبد الرحمن بن زيد بن الخطاب وعبد الرحمن بن أبي زياد وعبد الكريم أبو أمية البصري وابن أخته عتبة بن محمد بن الحارث بن نوفل وعلقمة بن مرثد ومحمد بن زياد الجمحي وأبو جناب الكلبي وأبو سلمة بن عبد الرحمن بن عوف.[9]
- الجرح والتعديل: كان عبد الله بن الحارث كثير الحديث،[2] وثّقه يحيى بن معين وأبو زرعة الرازي والنسائي وعلي بن المديني[9] وابن سعد،[2] وقال عنه يعقوب بن شيبة: «كان ثقة ظاهر الصلاح، وله رضا في العامة»،[8] وقد روى له الجماعة في كتبهم.[1]